# Combres
Combres é uma comuna francesa na região administrativa do Centro, no departamento Eure-et-Loir. Estende-se por uma área de 14,87 km². Em 2010 a comuna tinha 564 habitantes (densidade: 37,9 hab./km²).